# Richterich
Richterich est un quartier et une banlieue situé au nord-ouest de la ville d'Aix-la-Chapelle, en Allemagne.
À l'époque romaine, le nom du lieu était recteriacum.